# Walter Schröder
Walter Schröder (alemany: Walter Wilhelm Ludwig Schröder)  (Utecht, 29 de desembre de 1932 - novembre 2022) fou un remer alemany, que va competir durant la dècada de 1950.
El 1960 va prendre part en els Jocs Olímpics d'Estiu de Roma, on guanyà la medalla d'or en la prova del vuit amb timoner del programa de rem. En el seu palmarès també destaca una medalla d'or al Campionat d'Europa de rem de 1959 en el vuit amb timoner.
Una vegada retirat va treballar com a professor i entrenador de rem. El 1959 i 1960 va rebre la Silver Bay Leaf, màxim reconeixement esportiu alemany pels èxits aconseguits. Junt a Hans Lenk va escriure diversos llibres de text sobre rem.